# 線蟲動物
線蟲動物（學名：或）是動物的一個支序，由以下兩個分類單元組成：
- 线虫动物门 Nematoda
- 線形蟲動物門 Nematomorpha